# Римско-католическая духовная коллегия
Римско-католическая духовная коллегия — главный орган церковного управления во главе с католическим митрополитом могилёвском, существовавший в 1801—1918 годах в Российской империи и ведавший делами российских католиков.
Предшественником католической духовной коллеги была Могилёвская римско-католическая консистория, созданная указом Екатерины II от 12 мая 1775 года и в том же году утверждённая Римом. Консистория состояла из председателя (епископа), аудитора, прокурора и секретаря. Позднее были образованы консистории при прочих российских католических епархиях, подчинявшиеся могилёвской. Могилёвская консистория была высшим административным органом Католической церкви в России в 1775—1801 годах, она решала вопросы, связанные с рукоположениями, катехизацией, экономические и судебные дела.
16 июля 1801 года указом Александра I была основана Римско-католическая духовная коллегия в Санкт-Петербурге. Её возглавлял могилёвский митрополит, в состав входили представители епархий, секретари, переводчики и другие служащие. В функции коллегии входили сбор и регистрация сведений о католических храмах и монастырях России, решение дел лиц, изъявивших желание принять монашество, а также лиц, желающих перейти в католичество из ислама, иудаизма и язычества (переход в католичество из православия до 1905 года был в России запрещён). Коллегия также вела финансовый контроль средств, расходуемых на нужды Католической церкви в России, решала вопросы строительства новых и ремонта существующих храмов. В 1805 году коллегия была разделена на два департамента — римско-католический и греко-католический, последний был преобразован в 1828 году в отдельную Греко-католическую коллегию. С 1846 года Римско-католическая духовная коллегия располагалась в здании по адресу Набережная Фонтанки, дом 118 в бывшей усадьбе поэта Г. Р. Державина, перестроенной для целей коллегии в 1848—1850 годах по проекту архитектора А. М. Горностаева (ныне — Музей-усадьба Державина). Здание коллегии стало одной из частей католического архитектурного комплекса, занимавшего квартал к югу от Фонтанки, куда входили также Собор Успения Пресвятой Девы Марии, резиденция архиепископа, помещения католической семинарии и расположенный между ними «Польский сад».
Хотя коллегия считалась совещательным органом при митрополите могилёвском, который де-факто был главой Католической церкви России, её полномочия были достаточно широки, в частности она имела право судить епископов, принимать апелляции по бракоразводным процессам и решать прочие вопросы духовного суда высшей инстанции. Коллегии предписывалось осуществлять свою работу в рамках церковных канонов, но с соблюдением государственных законов и верноподданической присяги. Решения коллегии утверждались Главным управлением духовных дел иностранных исповеданий (с 1810 года), Министерством духовных дел и народного просвещения (с 1817 года), департаментом духовных дел иностранных вероисповеданий Министерства внутренних дел (с 1832 года). Решения коллегии, связанные с судебными вопросами утверждались министром юстиции и Сенатом.
Целью создания коллегии было желание российских властей как можно сильнее ограничить влияние Рима на российских католиков и передать в ведение коллегии большинство из тех вопросов, по которым каноническое право Католической церкви предписывает обращаться к Святому Престолу. В частности был введён прямой запрет на непосредственную переписку с Римом как для священников, так и для простых мирян — все спорные вопросы в жизни Католической церкви в России должны были решаться только через духовную коллегию. Фактически Римско-католическая духовная коллегия представляла собой аналог православного Синода, созданный с учётом католической специфики и стоящий ниже рангом в иерархии российского чиновничества.
После подавления польского восстания 1863 года российские власти приняли целый комплекс антикатолических мер. Одной из таких мер стала передача всех немногочисленных вопросов, по которым российские католики ещё могли обращаться к Святому Престолу, в исключительное ведение духовной коллегии. Таким образом, находясь под исключительным контролем духовной коллегии Католическая церковь России де-факто оказывалась в состоянии схизмы по отношению к Риму. Эта ситуация была категорически неприемлема для Святого Престола — 21 октября 1867 года папа Пий IX обнародовал энциклику Levate, в которой осудил Римско-католическую духовную коллегию как нелегитимный орган власти и запретил российским католическим епископам принимать участие в её работе. Конфликт был разрешён компромиссным путём: в 1873 году российские власти согласились изъять из ведения коллегии те вопросы, на которых настаивал Рим, и превратить коллегию в чисто административное учреждение. После этого папа согласился признать коллегию законным органом управления католическими епархиями в Российской империи и снял запрет на участие в её работе латинского духовенства.
Римско-католическая духовная коллегия была ликвидирована 23 января 1918 года декретом «Об отделении Церкви от государства и школы от Церкви».